# Самоанцы

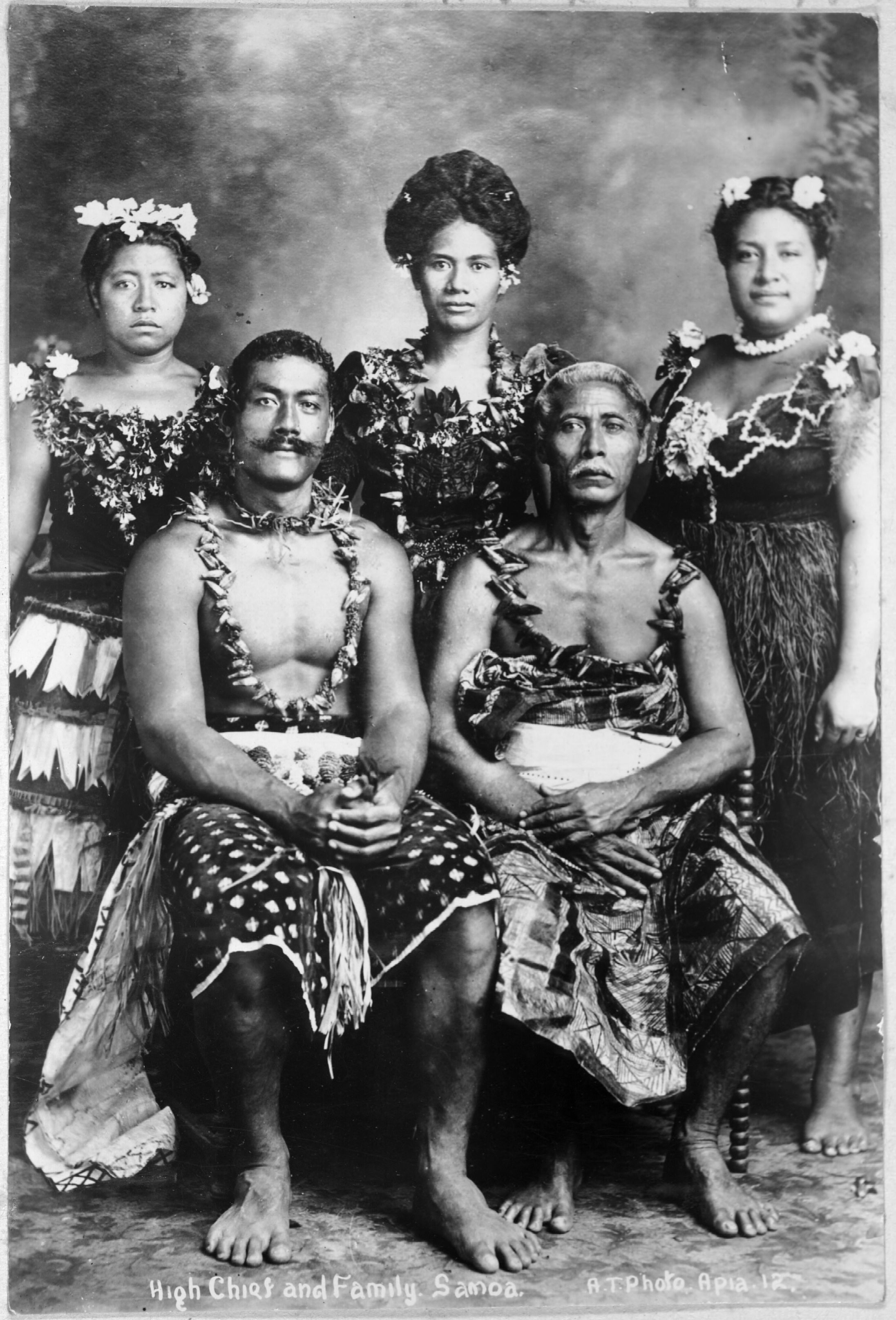
Самоанцы в 1914 году

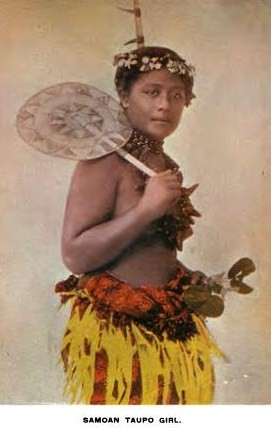

Самоанцы (самоан. tagata Sāmoa) — коренное полинезийское население островов Самоа. Проживают также в Австралии, Новой Зеландии и на Гавайских островах. Их родина политически и географически разделена на Западное и Американское Самоа.
Общая численность — около 500 тысяч человек. Язык —  самоанский, письменность с XIX в. — на латинице. Используют также английский язык. Верующие — протестанты и католики.

## История
На острова самоанцы прибыли с архипелага Тонга в V веке нашей эры, затем протополинезийцы заселили о-ва Футуна, Токелау, Тувалу и др. В этногенезе самоанцев принимали участие также другие полинезийцы и фиджийцы.
С конца XIX в. Самоа находилось в колониальной зависимости от США (Восточное Самоа) и Германии, а со времён Первой мировой войны до начала 1960-х — Новой Зеландии (Западное Самоа).

## Быт
Хозяйство, материальная и духовная культура самоанцев подобны общеполинезийской. Занятия — земледелие, животноводство и рыболовство. Славились изготовлением циновок, служивших всеобщим эквивалентом. В настоящее время у самоанцев развивается рыбоконсервная промышленность, на экспорт идут копра, бананы и какао.
Дома самоанцев — ульеподобные круглые фале, с каркасом. Крыша — из сухих стеблей сахарного тростника, листьев пандануса или кокосовой пальмы — располагается на деревянных столбах. Стены отсутствуют, но ночью и при плохой погоде проёмы между столбами завешивают циновками, которые в скатанном виде хранятся под крышей (по её периметру). Пол выложен ровной крупной галькой. Теперь встречаются фале и с железной крышей.
Из ремёсел распространены плетение, изготовление тапы, резьба по дереву и камню, строительство лодок полинезийского и меланезийского типов.
Социальная организация — большесемейные общины (аинга), возглавляемые советом (фоно). Счёт родства — билинейный, брак — патрилокальный. Аинга состоит из трёх-четырёх поколений ближайших родственников по мужской линии, женщин, пришедших в общину по браку, и лиц, включённых в неё в результате усыновления или удочерения. Члены аинги (в среднем, 40—50 человек) сообща владеют землёй и совместно выполняют все трудоёмкие работы.
Деревню населяет несколько аинг. Глава самой знатной аинги является матаи всей деревни. Он заседает в деревенском совете (Фоно) вместе с главами других общин. Власть вождя (матаи) — наследственная и выборная. Десять—двенадцать деревень составляют округ (итумало). В гостевом доме самой влиятельной деревни собирается окружное фоно, в котором участвуют главы всех деревень. Округом (итумало) управляет верховный окружной вождь, которого избирает совет местных вождей, при этом учитывается мнение представителей клана, компактно проживающих в других районах Самоа.